# Emil Benecke

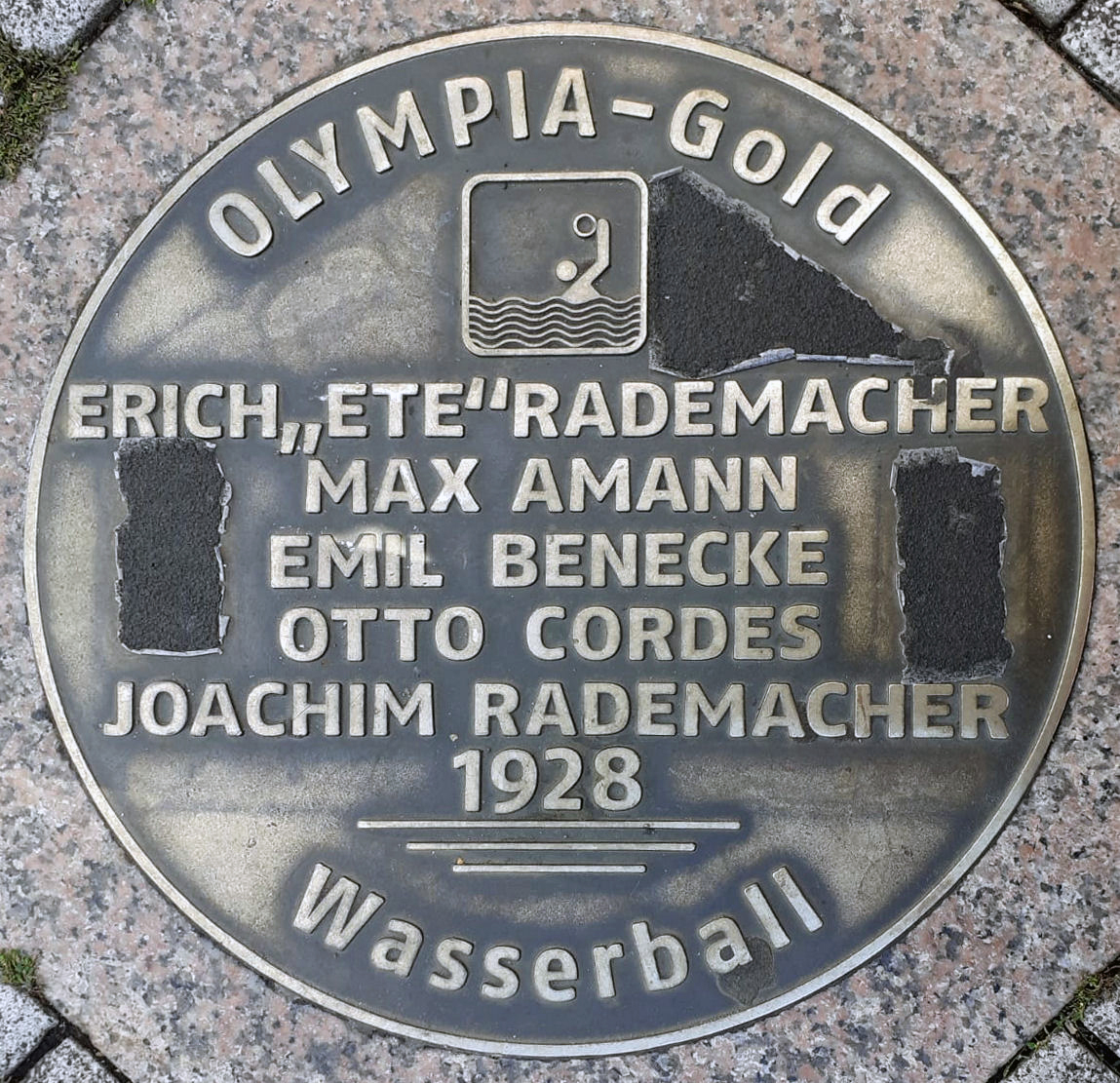
Plaque en mémoire de Erich Rademacher, Max Amann, Emil Benecke, Otto Cordes, Joachim Rademacher, Breiter Weg à Magdebourg.

Emil Benecke, né le 4 octobre 1898 à Magdebourg, et mort le 15 août 1945 à Riga, Union des républiques socialistes soviétiques, est un joueur allemand de water-polo qui était compétiteur aux Jeux olympiques d'été de 1928 et aux Jeux olympiques d'été de 1932.
En 1928, il fait partie de l'équipe allemande qui a remporté la médaille d'or. Il a joué les trois matchs et a marqué trois buts.
Quatre ans plus tard il a remporté la médaille d'argent avec l'équipe allemande. Il a joué les quatre matchs.
Il est mort peu après la fin de la Seconde Guerre mondiale en captivité.